# 김자연 (바이애슬론 선수)
김자연(1978년 4월 28일~)은 대한민국의 바이애슬론 선수로, 2002년 동계 올림픽에 참가했다.